# Dilnur Reyhan
Dilnur Reyhan, née le 20 octobre 1983 à Ghulka au Xinjiang (en chinois, Yining), est présidente de l’Institut ouïghour d’Europe depuis mars 2019 et ancienne présidente de l’association OGHOUZ. Docteure en sociologie, elle milite pour que le génocide du peuple ouïghour soit reconnu et que des actions concrètes soient entreprises, notamment par l’État français.

## Biographie
Dilnur Reyhan grandit au Xinjiang, un territoire autonome situé au Nord-Ouest de la Chine. La discrimination omniprésente envers les Ouïghours en Chine l’empêchent d’intégrer l’université de médecine de Shangaï et compliquent fortement ses recherches d'emploi. À 21 ans, elle rejoint la France afin d’y faire des études de sociologie notamment. Depuis son arrivée en France, elle est engagée dans une lutte pour la reconnaissance des crimes commis à l’encontre de son peuple et mène de nombreuses actions en participant par exemple au projet de l'ouverture d'une école ouïghoure ou en interpellant le président Macron à travers une tribune ouverte avec le député européen Raphaël Glucksmann. Militante pour la reconnaissance du Génocide des Ouïghours, Dilnur Reyhan fait partie des leadeurs de ce combat. 

### Formations
Elle est chercheuse à l’université libre de Bruxelles et directrice de publication de la revue Regard sur les Ouïghour.e.s depuis janvier 2013. La majorité de ses recherches et publications sont centrées sur l’identité et le nationalisme du peuple ouïghour. Elle s’intéresse notamment aux études de genre relatives à son peuple et à la place de la femme. Sa thèse de doctorat porte sur le rôle des Technologies de l'information et de la communication (TIC) dans la diaspora ouïghoure. Elle est également titulaire d’un master en sociologie des migrations obtenu à l’université Diderot en 2010 ainsi que d’un master de management de projet NTIC passé à Paris 13.

### Activités professionnelles
Dilnur Reyhan est directrice de publication de la revue franco-ouïghoure Regard sur les Ouïghour.e.s, une revue bilingue scientifique et culturelle sur les études ouïghoures, depuis janvier 2013. Elle est aussi enseignante à l’INALCO en sociologie.

### Associations
En décembre 2009, Dilnur Reyhan a fondé l’association étudiante Oghouz et en a été la présidente jusqu’en janvier 2019. Cette association a pour objectif de promouvoir la culture et les arts ouïghours en France. Afin de faire évoluer le projet et ne plus seulement représenter les Ouïghours étant en France, Dilnur Reyhan a participé à la fondation de l’Institut européen des Ouïghours et en est la présidente depuis mars 2019.

### Militantisme
En septembre 2023, elle dénonce la présence d'un stand du parti communiste chinois à la fête de l'Huma. L'ambassade de Chine en France dépose alors une plainte à son encontre. 
Le 8 mai 2024, Dilnur Reyhan publie sur les réseaux sociaux un appel urgent : un groupe de 9 personnes attend en bas de la résidence de Gulbahar Jalilova, réfugiée politique ouïghoure à Paris, et sonnent à sa porte. Cette dernière se sent alors en danger, la police intervient et interpelle le groupe pour les interroger. 

## Publications
- Dilnur Reyhan, Esprit, 2021 (DOI 10.3917/espri.2107.0161), « Le génocide des Ouïgours: Aboutissement d’un projet colonial », p. 161-170
- Dilnur Reyhan, « Comment la Chine enterre l’intelligentsia ouïghoure », Apulée-Revue annuelle de littérature et de réflexion, 2020, p. 141-145[14].
- Dilnur Reyhan, « Faire de la recherche sur les minorités en Chine : des contrôles intérieurs à la censure à l’étranger. Le cas d’études ouïghoures », Liberté de la recherche. Conflits, pratiques, horizons, 2019.
- Dilnur Reyhan, « Les Ouïghours en Syrie : mythes, suppositions, et réalités fragmentaires », Revue des mondes musulmans et de la Méditerranée., 2018.
- Dilnur Reyhan, « L'industrie culturelle ouïghoure : des origines à la chute en 7 ans », Novastan.org, 2018.
- Dilnur Reyhan, « Kashgar: China's Brasure of Uyghur Presence », The Funambulist (11), 2017.
- Dilnur Reyhan, « Diaspora ouïghoure et Internet », Etudes Orientales. Aperçus multiples du Monde Uyghur., 2016, V01.27-28, pp. 161-186.
- Dilnur Reyhan et Grin « Le web ouïghour : production de discriminations et d'altérité. Les représentations des femmes ouïghoures dans l'espace numérique », Regard sur les Ouïghour-e-s., 2014
- Dilnur Reyhan et Castets, « R. Enjeux socio-politiques de l'islam en pays ouïghour ». Monde Chinois, 2014.
- Dilnur Reyhan « Uyghur diaspora and the lnternet », E-diasporg, 2012.
- Dilnur Reyhan, « Diaspora ouïghoure et identité diasporique », Grotius International, 2012.